# Joroches
Joroches är en ort i Mexiko.   Den ligger i kommunen Huanímaro och delstaten Guanajuato, i den centrala delen av landet, 270 km väster om huvudstaden Mexico City. Joroches ligger 1 695 meter över havet och antalet invånare är 800.
Terrängen runt Joroches är platt västerut, men österut är den kuperad. Runt Joroches är det ganska tätbefolkat, med 104 invånare per kvadratkilometer. Närmaste större samhälle är Abasolo, 13,5 km norr om Joroches. Trakten runt Joroches består till största delen av jordbruksmark.